# Хуан Карлос Санчес Мартінес
Хуан Карлос Санчес Мартінес (ісп. Juan Carlos Sánchez Martínez, нар. 27 липня 1987, Кальвія), відомий як просто Хуан Карлос — іспанський футболіст, що грав на позиції воротаря.

## Ігрова кар'єра
У дорослому футболі дебютував 2005 року виступами за команду «Вільярреал Б». 2007 року дебютував в іграх за основну команду «Вільярреала», проте продовжував грати насамперед за другу команду клубу. Сезон 2011/12 відіграв в оренді у друголіговому «Ельче», після чого повернувся до «Вільярреала», що також вже опинився в Сегунді, і впродовж сезону 2012/13 був основним голкіпером головної команди рідного клубу. Допоміг їй того сезону повернутися до найвищого дивізіону, утім на рівні Ла-Ліги був лише запасним воротарем, провівши у такому статусі за два сезони вісім ігор.
2015 року залишив «Вільярреал» і приєднався до друголігового «Альбасете», згодом до кінця 2010-х грав на тому ж рівні за «Реал Ов'єдо» та «Нумансію».
Завершував ігрову кар'єру в «Атлетіко Балеарес», за який виступав протягом 2020—2021 років у Сегунді Б.